# Раковиці-Малі
Раковиці-Малі (пол. Rakowice Małe, нім. Wenig Rackwitz) — село в Польщі, у гміні Львувек-Шльонський Львувецького повіту Нижньосілезького воєводства.
Населення — 182 особи (2011).
У 1975-1998 роках село належало до Єленьоґурського воєводства.

## Демографія
Демографічна структура станом на 31 березня 2011 року:
|          | Загалом | Допрацездатний вік | Працездатний вік | Постпрацездатний вік |
| -------- | ------- | ------------------ | ---------------- | -------------------- |
| Чоловіки | 101     | 16                 | 77               | 8                    |
| Жінки    | 81      | 14                 | 53               | 14                   |
| Разом    | 182     | 30                 | 130              | 22                   |